# Galleria di Newport Street
La Galleria di Newport Street, chiamata anche Newport Street Gallery, è una galleria d'arte situata a Londra, in Inghilterra, che espone la collezione d'arte personale di Damien Hirst. Si sviluppa per tutta la lunghezza di Newport Street a Vauxhall.
La galleria ha aperto a ottobre 2015. Nell'edificio vi sono un negozio, un ristorante e uffici.
L'edificio è un ex laboratorio di falegnameria e scenografia teatrale, ridisegnato da Caruso St John Architects. Il design è stato elogiato per il suo "virtuosismo" e nell'ottobre 2016 ha vinto il RIBA Stirling Prize.
La collezione comprende cinque pezzi di Francis Bacon.